# Borís Morukov
Borís Vladímirovitx Morukov (rus: Бори́с Влади́мирович Моруков; 1 octubre 1950 – 1 gener 2015) era un metge rus al Centre de Recerca Estatal RF-Institut per a Problemes Biològics Metges (IBMP). Va entrenar amb l'Agència Espacial Federal russa com a investigador cosmonauta i va volar a bord missió de Transbordador espacial de la NASA STS-106 com especialista de missió.

## Biografia
Morukov es va graduar de la secundària el 1967 i va rebre el seu Doctorat en Medicina (M.D.) del 2n Institut Mèdic de Moscou (ara Universitat Mèdica Estatal russa) el 1973. Es va unir al professorat en espai, aviació i medicina naval en l'Institut per a Problemes Biomèdics el 1978 i va rebre un Ph.D en aquestes disciplines el 1979. Com a mèdic-cosmonauta, Morukov va completar la seva formació mèdica en cardiologia, gastroenterologia, otorrinolaringologia, estomatologia, oftalmologia, i resucitació cardiopulmonar entre 1989-91. El 1995, va prendre un curs avançat en cura mèdica d'emergència. El 1996, va completar un curs de formació mèdica en endocrinologia i hematologia.
Des d'octubre de 1990 a febrer de 1992, Morukov va prendre un curs entrenament espacial bàsic en el Centre d'Entrenament de Cosmonautes Gagarin. Per més de dues dècades va estar implicat a proporcionar suport d'operacions mèdiques per a vols espacials tripulats. Des de 1979-80 va proporcionar suport mèdic per a les missions espacials perllongades en l'estació espacial "Salyut 6" com a membre del personal en el Mission Control Center. Entre 1982-87, Morukov va coordinar els projectes científics dedicats al desenvolupament de contramesures als canvis metabòlics negatius que ocorre durant hypokinèsia i microgravetat. El seu interès científic concret estava a l'àrea de correcció de metabolisme del calci. Va organitzar una sèrie d'experiments amb inclinació de cap perllongat cap avall, incloent un experiment de 370 dies dedicat al testeig experimental d'una contramesura per a un complex per a vols espacials perllongats. Va participar en una unió medica americà-russa experimental dedicada al STS-60, Mir 18/STS-71 i altres Missions de Projecte de la Mir-NASA. Entre 1995-98 va servir com a Coordinador d'Experiments de Vida Humana-Ciències per al programa científic de la NASA-Mir. Va publicar més de 100 papers científics i té patents per a quatre invencions.

## Experiència aeroespacial
Morukov va ser seleccionat primer per servir com a mèdic-cosmonauta el 1976. Basat en les seves qualificacions, contínuament ofert, seleccionat i escollit com a metge-cosmonauta i després cosmonauta-investigador el 1989. En completar el seu bàsic entrenament de cosmonauta el 1992, es va transformar en cosmonauta-investigador en l'Institut per a Problemes Biomèdics. De gener a juliol 1993, Morukov va completar un curs tècnic, de formació mèdica i científica com cosmonauta-investigador del cosmonauta-mèdic de vol a bord del Projecte d'Estació Mir (durant les missions Mir 15-17). De novembre 1997 a febrer 1998, va completar un curs de formació tècnica regularment planificada, el qual va incloure sistemes de l'ISS del segment rus. D'agost 1998 a gener 1999, Morukov va atendre el Vol-Curso de Formació del Cirurgià en Centre Espacial Lyndon B. Johnson.
Morukov va servir en la tripulació de STS-106 (8–20, 2000). La tripulació del STS-106 va preparar reeixidament l'Estació Espacial Internacional per a l'arribada de la primera tripulació permanent. Els cinc astronautes i dos cosmonautes van lliurar més de 6.600 lliures de subministraments i bateries instal·lades, convertidors de poder, un lavabo i una caminadora en l'Estació Espacial. Dos membres de la tripulació van fer una caminada espacial per connectar electricitat, dades i cables de comunicacions al nouvingut Mòdul de Servei Zvezda i l'Estació Espacial. Morukov va estar registrat 11 dies, 19 hores, i 10 minuts a l'espai.

## Vida personal
Morukov va morir l'1 de gener de 2015, amb 64 anys, per causes desconegudes. Sobrevivint a això la seva dona Nina, el seu fill Ivan, la seva filla Olga, i la seva mare, Brega F. Khromova.